# Puy de Gravenoire
Le puy de Gravenoire ou puy de Grave Noire est un volcan éteint de France faisant partie de la chaîne des Puys et situé à proximité de Clermont-Ferrand.

## Géographie

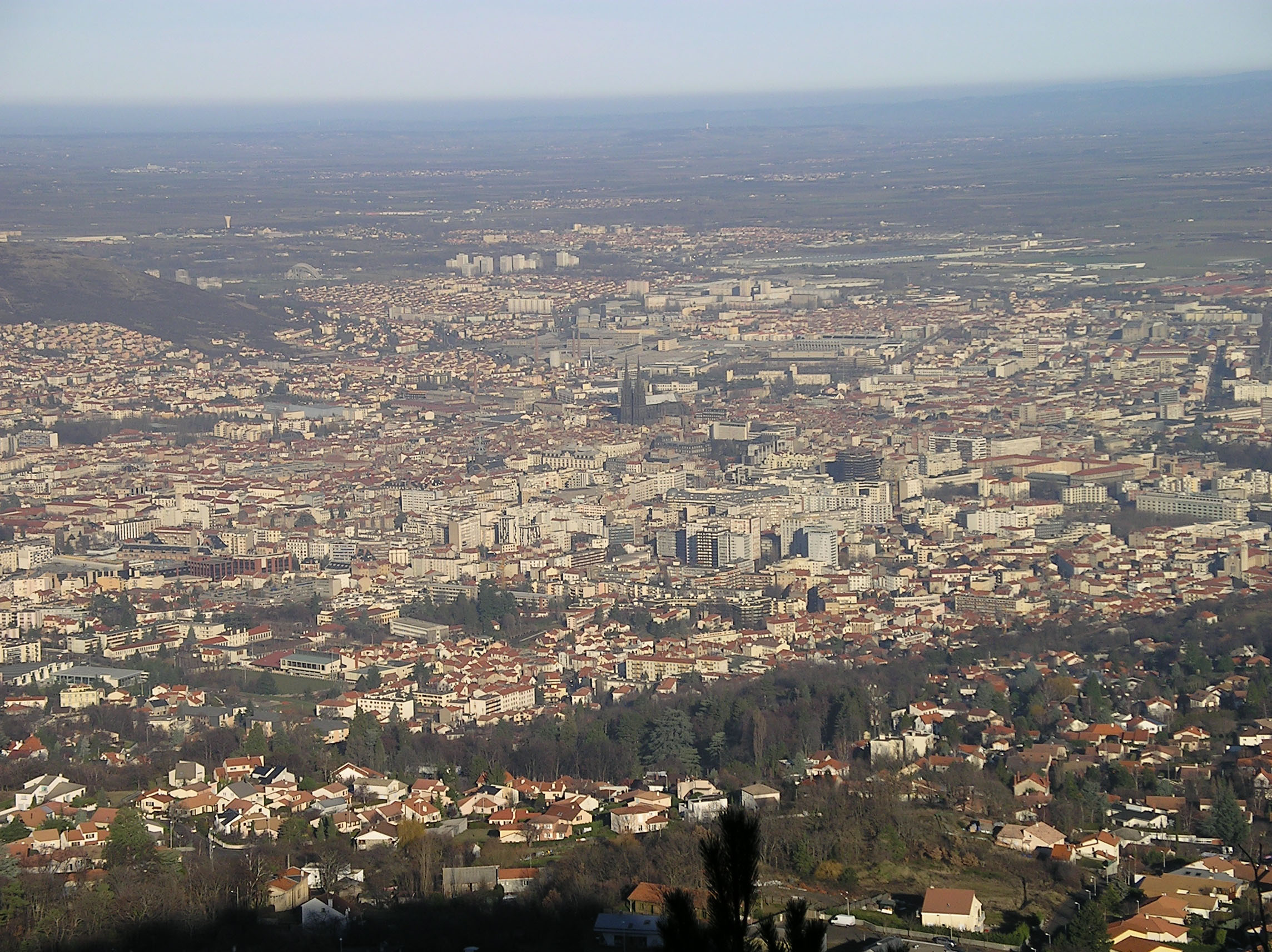
Vue de Clermont-Ferrand depuis le sommet du puy de Gravenoire.

### Localisation
Le puy de Gravenoire est situé au centre de la France, dans le département du Puy-de-Dôme et la région Auvergne-Rhône-Alpes. Situé en bordure orientale du horst sur lequel sont situés les volcans de la chaîne des Puys dont il fait partie, il domine la plaine de la Limagne et notamment l'agglomération de Clermont-Ferrand située au nord-est.
Situé sur la commune de Royat dont le bourg se trouve au nord, il est entouré par le quartier de Grave Noire sur la commune de Ceyrat à l'est, le ruisseau de l'Artière au sud, le puy de Charade au sud-ouest et la rivière de la Tiretaine au nord.

### Topographie

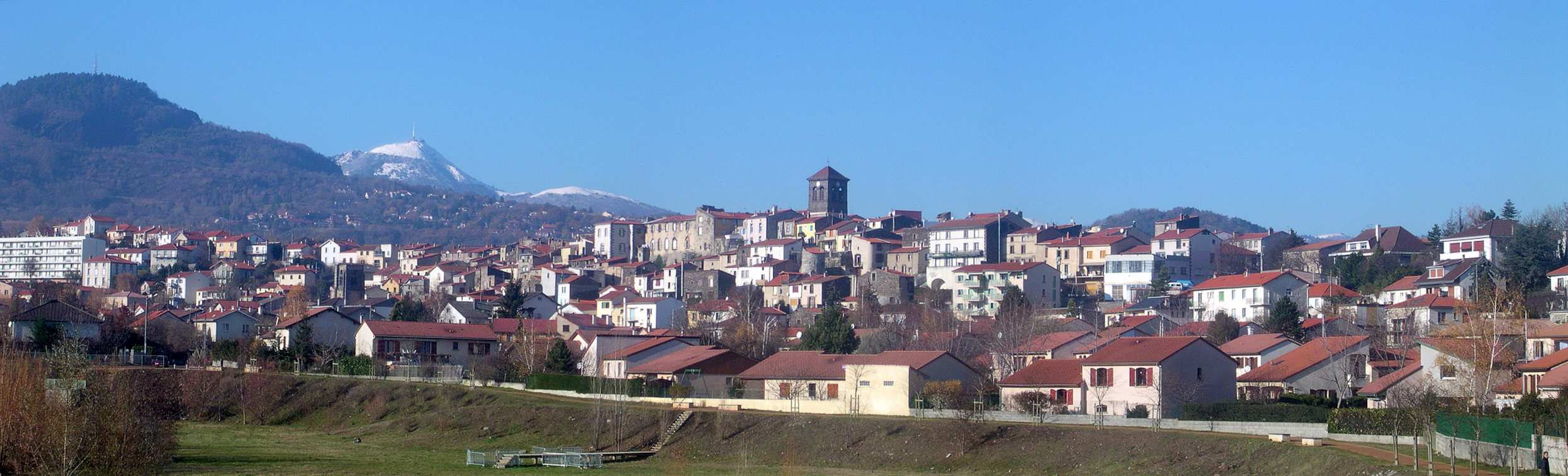
Vue du puy de Gravenoire, à gauche, depuis Beaumont avec en arrière-plan le puy de Dôme.

Le puy de Gravenoire constitue une proéminence du plateau situé à l'est de la Limagne, dans le prolongement du puy de Charade. Culminant à 821 mètres d'altitude, il est de forme arrondie aux flancs entaillés par l'exploitation de scories de couleur rouge à noire provenant de l'ancienne activité volcanique du puy. Les carrières ne sont plus exploitées et sont interdites d'accès.
Au sommet du puy se trouve un émetteur de télévision analogique et numérique pour l'agglomération clermontoise accessible par une route dite « chemin du relais de Grave Noire ». Cette route est reliée à la départementale 5f passant sur le flanc nord du puy. Avec les départementales 5 et 767 passant au sud, ces deux tronçons routiers constituaient l'ancien circuit de Charade où se sont déroulés quatre Grand prix de France de Formule 1.

## Histoire
Les scories du puy de Gravenoire ont été exploitées pour fournir de la pouzzolane rouge ou noire. Cette activité a duré une trentaine d'années et a cessé définitivement en 1978, en laissant les flancs du puy entaillés, notamment à l'ouest et à l'est.